# Bussy-lès-Poix
Bussy-lès-Poix (picardisch: Buchy-lès-Poé) ist eine nordfranzösische Gemeinde mit 92 Einwohnern (Stand 1. Januar 2022) im Département Somme in der Region Hauts-de-France. Die Gemeinde liegt im Arrondissement Amiens, ist Teil der Communauté de communes Somme Sud-Ouest und gehört zum Kanton Poix-de-Picardie.

## Geographie
Die Gemeinde liegt rund sechs Kilometer nordnordöstlich von Poix-de-Picardie und rund sieben Kilometer südlich von Molliens-Dreuil fast vollständig nördlich der Autoroute A29.

## Einwohner
| 1962 | 1968 | 1975 | 1982 | 1990 | 1999 | 2006 | 2011 |
| ---- | ---- | ---- | ---- | ---- | ---- | ---- | ---- |
| 90   | 101  | 96   | 88   | 88   | 89   | 91   | 93   |

## Sehenswürdigkeiten
- Schloss aus dem Jahr 1700